# Gouverneur d'Hawaï
Le gouverneur d'Hawaï (en anglais : Governor of Hawaii et en hawaïen : Ke Kiaʻaina o Hawaiʻi) est le chef de la branche exécutive du gouvernement de l'État américain d'Hawaï.

## Histoire
Après l'annexion d'Hawaï par les États-Unis en 1898, une loi organique crée deux ans plus tard le territoire avec à sa tête un gouverneur nommé par le président des États-Unis.
Le 21 août 1959, Hawaï devient le 50e État des États-Unis dont le gouverneur est élu par la population.

## Élection et conditions d'éligibilité
Le gouverneur est élu tous les quatre ans au mois de novembre, en même temps que les élections de mi-mandat et prend ses fonctions le premier lundi de décembre suivant. Nul ne peut remplir plus de deux mandats successifs, mais le nombre total de mandats n'est pas limité.
Pour se présenter à l'élection, il faut être âgé d'au moins trente ans et avoir résidé à Hawaï pendant les cinq années consécutives précédant l'élection. De plus, le mandat de gouverneur est incompatible avec toutes autres activités professionnelles ou publiques rémunérées.

## Listes des gouverneurs

### Territoire d’Hawaï
| Gouverneur territorial | Gouverneur territorial        | Parti             | Parti                           | Dates du mandat                   | Nommé par                 |
| ---------------------- | ----------------------------- | ----------------- | ------------------------------- | --------------------------------- | ------------------------- |
| 1er                    | Sanford Ballard Dole          |                   | Parti républicain               | 14 juin 1900 - 23 novembre 1903   | William McKinley          |
| 2e                     | George R. Carter (en)         |                   | Parti républicain               | 23 novembre 1903 - 15 août 1907   | Theodore Roosevelt        |
| 3e                     | Walter F. Frear (en)          | Parti républicain | 15 août 1907 - 30 novembre 1913 |                                   | Theodore Roosevelt        |
| 4e                     | Lucius E. Pinkham (en)        |                   | Parti démocrate                 | 30 novembre 1913 - 22 juin 1918   | Woodrow Wilson            |
| 5e                     | Charles J. McCarthy (en)      | Parti démocrate   | 22 juin 1918 - 5 juillet 1921   |                                   | Woodrow Wilson            |
| 6e                     | Wallace Rider Farrington (en) |                   | Parti républicain               | 5 juillet 1921 - 6 juillet 1929   | Warren G. Harding         |
| 7e                     | Lawrence M. Judd              |                   | Parti républicain               | 6 juillet 1929 - 2 mars 1934      | Herbert Hoover            |
| 8e                     | Joseph Poindexter (en)        |                   | Parti démocrate                 | 2 mars 1934 - 24 août 1942        | Franklin Delano Roosevelt |
| 9e                     | Ingram Stainback (en)         | Parti démocrate   | 24 août 1942 - 8 mai 1951       |                                   | Franklin Delano Roosevelt |
| 10e                    | Oren Long                     |                   | Parti démocrate                 | 8 mai 1951 - 28 février 1953      | Harry S. Truman           |
| 11e                    | Samuel Wilder King (en)       |                   | Parti républicain               | 28 février 1953 - 26 juillet 1957 | Dwight D. Eisenhower      |
| 12e                    | William Quinn (en)            | Parti républicain | 29 août 1957 - 21 août 1959     |                                   | Dwight D. Eisenhower      |

### État d’Hawaï
| Gouverneur | Gouverneur       | Gouverneur           | Parti politique | Parti politique   | Dates et durée du mandat                                         | Lieutenant-gouverneur |
| ---------- | ---------------- | -------------------- | --------------- | ----------------- | ---------------------------------------------------------------- | --------------------- |
| 1er        | William Quinn    | William Quinn (en)   |                 | Parti républicain | 21 août 1959 - 3 décembre 1962 (3 ans, 3 mois et 12 jours)       | James Kealoha         |
| 2e         | John Burns       | John A. Burns (en)   |                 | Parti démocrate   | 3 décembre 1962 - 2 décembre 1974 (11 ans, 11 mois et 29 jours)  | William Richardson    |
| 2e         | John Burns       | John A. Burns (en)   | Thomas Gill     | Parti démocrate   | 3 décembre 1962 - 2 décembre 1974 (11 ans, 11 mois et 29 jours)  |                       |
| 2e         | John Burns       | John A. Burns (en)   | George Ariyoshi | Parti démocrate   | 3 décembre 1962 - 2 décembre 1974 (11 ans, 11 mois et 29 jours)  |                       |
| 3e         |                  | George Ariyoshi      |                 | Parti démocrate   | 2 décembre 1974 - 2 décembre 1986 (12 ans)                       | Nelson Doi            |
| 3e         | John Waihee      | George Ariyoshi      |                 | Parti démocrate   | 2 décembre 1974 - 2 décembre 1986 (12 ans)                       |                       |
| 3e         | Jean King        | George Ariyoshi      |                 | Parti démocrate   | 2 décembre 1974 - 2 décembre 1986 (12 ans)                       |                       |
| 4e         | John Waihee      | John Waihee III (en) |                 | Parti démocrate   | 2 décembre 1986 - 2 décembre 1994 (8 ans)                        | Ben Cayetano          |
| 5e         | Ben Cayetano     | Ben Cayetano         |                 | Parti démocrate   | 2 décembre 1994 - 2 décembre 2002 (8 ans)                        | Mazie Hirono          |
| 6e         | Linda Lingle     | Linda Lingle         |                 | Parti républicain | 2 décembre 2002 - 6 décembre 2010 (8 ans et 4 jours)             | James Aiona           |
| 7e         | Neil Abercrombie | Neil Abercrombie     |                 | Parti démocrate   | 6 décembre 2010 - 1er décembre 2014 (3 ans, 11 mois et 25 jours) | Brian Schatz          |
| 7e         | Neil Abercrombie | Neil Abercrombie     | Shan Tsutsui    | Parti démocrate   | 6 décembre 2010 - 1er décembre 2014 (3 ans, 11 mois et 25 jours) |                       |
| 8e         | David Ige        | David Ige            |                 | Parti démocrate   | 1er décembre 2014 - 5 décembre 2022 (8 ans et 4 jours)           | Shan Tsutsui          |
| 8e         | David Ige        | David Ige            | Doug Chin       | Parti démocrate   | 1er décembre 2014 - 5 décembre 2022 (8 ans et 4 jours)           |                       |
| 8e         | David Ige        | David Ige            | Josh Green      | Parti démocrate   | 1er décembre 2014 - 5 décembre 2022 (8 ans et 4 jours)           |                       |
| 9e         |                  | Josh Green           |                 | Parti démocrate   | depuis le 5 décembre 2022 (2 ans, 3 mois et 9 jours)             | Sylvia Luke           |

## Élections
Depuis la création de l'État d'Hawaï, dix-sept élections gouvernorales ont eu lieu. Elles se sont soldés à quatorze reprises par la victoire d'un candidat démocrate et seulement trois fois par celle d'un candidat républicain. Hormis Frank Fasi, lors des élections de 1982 et 1994, aucun candidat non issu des deux grands partis n'a obtenu de résultat significatif.